# Laura Carina Maravillas
Laura Carina Maravillas (22 de junho de 1983) é uma futebolista mexicana que atua como defensora.

## Carreira
Laura Carina Maravillas representou a Seleção Mexicana de Futebol Feminino, nas Olimpíadas de 2004. 